# Сулейманов, Имамъяр
Имамъяр Сулейманов (азерб. İmamyar Süleymanov; 9 ноября 1971) — азербайджанский футболист, нападающий и полузащитник.

## Биография
Начал профессиональную карьеру в клубе «Кяпаз» (Гянджа) в высшей лиге Азербайджана, где и провёл большую часть своей карьеры. В составе клуба становился чемпионом страны (1994/95, 1997/98, 1998/99), серебряным (1999/00) и бронзовым призёром (1993/94, 1995/96), обладателем Кубка Азербайджана (1993/94, 1997/98, 1999/00). В сезоне 1993/94 с 17 забитыми голами вошёл в пятёрку лучших бомбардиров сезона. Принимал участие в играх еврокубков.
Также выступал за клубы «Хазри Бузовна» (Баку), «Шамкир», «Туран» (Товуз), «Араз-Нахчыван». С «Шамкиром» в сезоне 2000/01 стал чемпионом Азербайджана, но провёл лишь 5 матчей. В конце карьеры снова играл в «Кяпазе».
Всего в высшей лиге Азербайджана забил 85 голов.
После окончания игровой карьеры работал в Москве в сфере торговли.

## Личная жизнь
Брат Ядигар (род. 1966) также был футболистом.